# نبرد کاگیا تسوجی

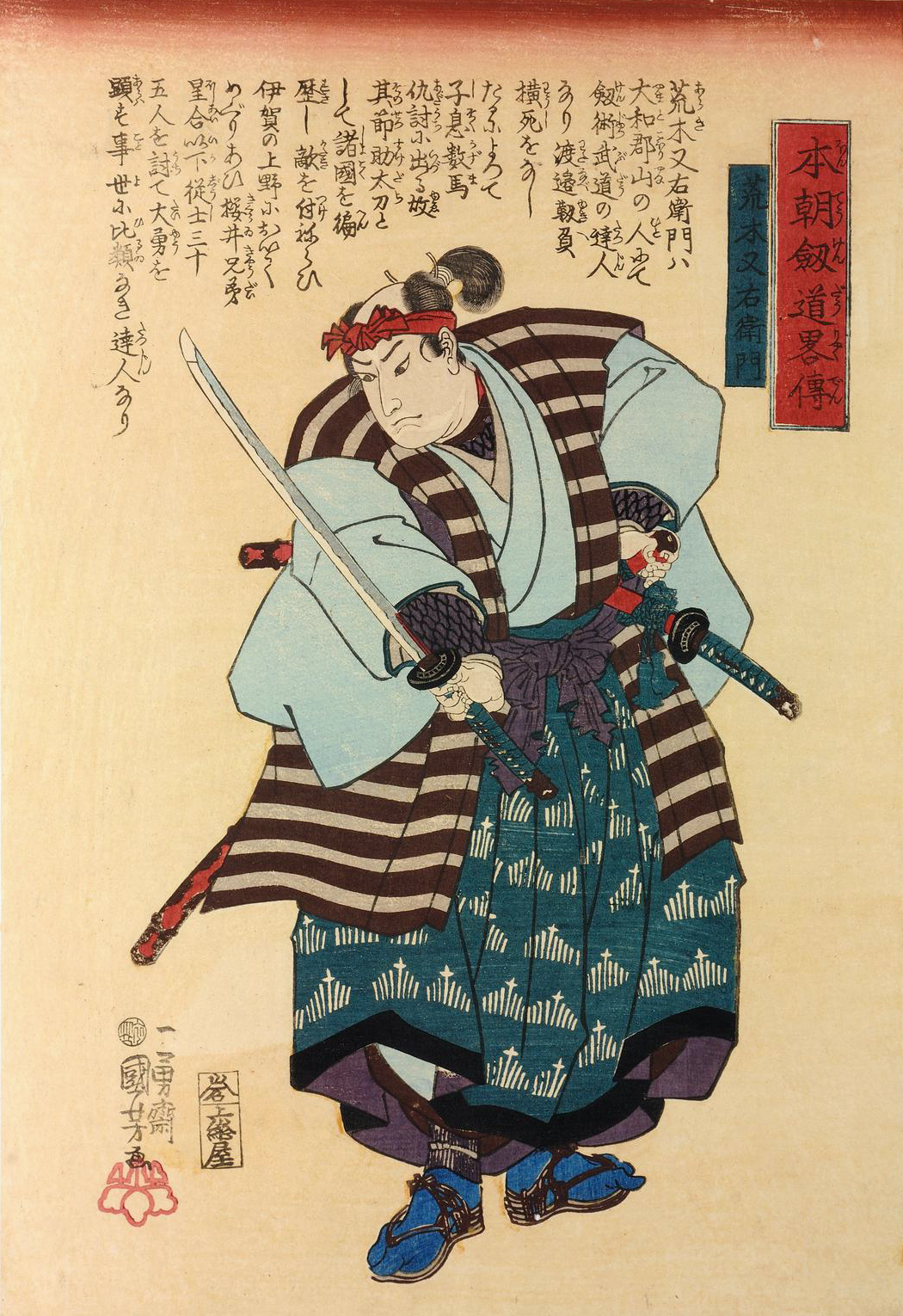
آراکی ماتائمون

نبرد کاگیا تسوجی (به ژاپنی: 鍵屋の辻の決闘)، به حادثه‌ای اشاره دارد که در ۲۶ ژانویه سال ۱۶۳۴ رخ داد. آراکی ماتائمون یک جنگجوی قوی بود و دشمنی او علیه سامورایی کاوایی ماتاگورو یکی از مشهورترین دشمنی‌ها در ژاپن است. کاوایی ماتاگورو برادر زن آراکی ماتائمون، واتانابه کازوما را به علت حسادت کشت سپس با استفاده از دوستان پدر و خاندانش که به توکوگاوا ایه‌یاسو منسوب بودند، به یک قلمروی دیگر گریخت. در آن زمان قانون آدائوچی وجود داشت که به یک سامورایی اجازه می‌داد تا انتقام خون برادر بزرگترش را بگیرد اما برعکس آن اجازه داده نمی‌شد. پس از چند سال ماتائمون و اربابش راهی پیدا کردند تا بالاخره اجازه انتقام یا آدائوچی را دریافت کردند. آنها در نبرد کاگیا تسوجی جنگیدند و ماتاگورو و فقط یک سامورایی دیگر را که به مقصر کمک می‌کرد، کشتند.
در دوره ادو، در بین آدائوچی‌های انجام شده سه آدائوچی، آدائوچی برادران سوگا (۱۱۹۳، سوگا مونوگاتاری)، نبرد کاگیا تسوجی(۱۶۳۴) و حادثه آکو (۱۷۰۲، چوشینگورا) «سه آدائوچی بزرگ» نامیده می‌شوند.